# Нин
Нин ( и Nona) је град у Хрватској у Задарској жупанији.

## Географија
Нин је градић смјештен око 18 km северозападно од Задра. Центар места је острвце повезано са копном преко два моста, настао на пешчаном спруду некадашњег ушћа речице Јаруге у море. Са северне стране окружен је пешчаним спрудом и викенд-насељем Ждријац, са источне стране се налази солана а на јужној и западној страни се налази новији део самог места.

## Историја
Прво насеље у Нину на подручју острвца развило је илирско племе Либурни у 9. веку п. н. е. након немира изазваних панонско-балканским сеобама. Временски је то крај бронзаног и почетак гвозденог доба. Још старије насеље пронађено је око 300 m јужније на подручју данашње солане.
Досељавањем Словена на ове просторе крајем 6. и почетком 7. века Нин постаје њихово прво политичко, културно и верско средиште. Ту је некад била епископска столица, али је 1838. године Нин полуразрушено место, са 161 кућом и 469 житеља у њима.
Губитком државне самосталности Нин пада под мађарску круну.

## Становништво
На попису становништва 2011. године, град Нин је имао 2.744 становника, од чега у самом Нину 1.132.

### Град Нин

#### Број становника по пописима
| Националност   | 2001. | 1991. | 1981. | 1971. | 1961. | 1953. | 1948. | 1931. | 1921. | 1910. | 1900. | 1890. | 1880. | 1869. | 1857. |
| бр. становника | 4.603 | 6.055 | 4.425 | 5.413 | 5.321 | 5.263 | 4.874 | 3.596 | 3.800 | 2.698 | 2.223 | 1.980 | 1.928 | 1.647 | 1.605 |

- напомене:

Настао из старе општине Задар.

### Нин (насељено место)

#### Број становника по пописима
| Националност   | 2001. | 1991. | 1981. | 1971. | 1961. | 1953. | 1948. | 1931. | 1921. | 1910. | 1900. | 1890. | 1880. | 1869. | 1857. |
| бр. становника | 1.256 | 1.692 | 1.169 | 1.378 | 1.346 | 1.316 | 1.173 | 944   | 1.080 | 646   | 540   | 474   | 527   | 850   | 598   |

- напомене:

У 1991. смањено издвајањем дела насеља Нински Станови у самостално насеље, за које садржи податке у 1857. и 1869. У 1869. садржи податке за насеље Затон.

## Попис1991.
На попису становништва 1991. године, насељено место Нин је имало 1.692 становника, следећег националног састава:
| Попис 1991.‍   | Попис 1991.‍  | Попис 1991.‍ | Попис 1991.‍ | Попис 1991.‍ |
| ------------- | ------------ | ----------- | ----------- | ----------- |
|               |              |             |             |             |
| Хрвати        | Хрвати       |             | 1.641       | 96,98%      |
| Муслимани     | Муслимани    |             | 10          | 0,59%       |
| Албанци       | Албанци      |             | 5           | 0,29%       |
| Југословени   | Југословени  |             | 5           | 0,29%       |
| Словенци      | Словенци     |             | 2           | 0,11%       |
| Италијани     | Италијани    |             | 1           | 0,05%       |
| Мађари        | Мађари       |             | 1           | 0,05%       |
| Немци         | Немци        |             | 1           | 0,05%       |
| Словаци       | Словаци      |             | 1           | 0,05%       |
| Срби          | Срби         |             | 1           | 0,05%       |
| остали        | остали       |             | 4           | 0,23%       |
| неопредељени  | неопредељени |             | 4           | 0,23%       |
| непознато     | непознато    |             | 16          | 0,94%       |
| укупно: 1.692 |              |             |             |             |

## Споменици и знаменитости
- Вишеславова крстионица
- Црква св. Крста
- Црква св. Анселма и Марцеле
- Црква св. Николе у Затону